# Ligne de l'Attert
La ligne de l'Attert est une ancienne ligne de chemin de fer de 51,19 km qui reliait Pétange à Ettelbruck.
Exploitée par la Compagnie des chemins de fer Prince-Henri en 1873 puis à partir de 1877 par la société anonyme luxembourgeoise des chemins de fer et minières Prince-Henri puis par la Deutsche Reichsbahn après 1940, elle est exploitée depuis 1946 par la société nationale des chemins de fer luxembourgeois.
Elle est fermée en 1969 et déferrée par la suite sauf à ses deux extrémités, au sud le tronçon de Kleinbettingen à Steinfort (ligne 2a) et au nord le tronçon d'Ettelbruck à Bissen (ligne 2b). En 2017, seule la ligne 2b Ettelbruck - Bissen longue de 8,7 km est encore officiellement en service, pour la desserte du site ArcelorMittal de Bissen et jusqu'en 2017 pour celle de l'usine Goodyear de Colmar-Berg.
Son tracé, toujours bien visible sur le terrain, est employé aujourd'hui en grande partie comme piste cyclable.

## Histoire
La première section, de 18,36 km, entre Pétange et Steinfort et l'embranchement de 1,11 km de Hagen à Kleinbettingen sont mis en service le 1er août 1873. La deuxième section de 33,83 km entre Steinfort et Ettelbruck est mise en service le 20 avril 1880. Elle constitue une section de la Gürtelbahn.
Les fermetures interviennent en 1969, le 5 avril pour la section de Steinfort à Ettelbruck, hors desserte fret jusqu'à Bissen, et le 15 avril pour celle de Pétange à Steinfort, hors desserte fret depuis Kleinbettingen. En décembre 2017, le tronçon de Kleinbettingen à Steinfort, fermé à tout trafic, est officiellement mis hors service et retiré du référentiel.

## Caractéristiques

### Tracé
La ligne de l'Attert, longue de 51,18 km disposait d'un raccordement vers la gare de Kleinbettingen située sur la ligne Luxembourg-Arlon-Bruxelles qui permettait une connexion vers les destinations assurées par cette dernière. Un des plus grands ouvrages sur la ligne était le tunnel sous la Kreutzerbuch (environ 700 m), près de Hobscheid aujourd'hui restauré et équipé d'un éclairage permettant aux cyclistes un passage en sécurité.
Depuis 1969 seuls deux courts tronçons subsistent de l'ancienne ligne 2, tous deux non électrifiés et à voie unique : La ligne 2a longue de 3,2 km entre Kleinbettingen et Steinfort, fermée à toute circulation, et la ligne 2b longue de 8,7 km entre Ettelbruck et Bissen, ouverte uniquement au trafic marchandises pour Colmar-Berg et Bissen. La pente maximale sur la ligne 2a est de 13‰ et pour la ligne 2b elle est de 11‰. Depuis décembre 2017, seule la ligne 2b est encore officiellement en service, desservant notamment le site ArcelorMittal de Bissen et jusqu'en 2017 l'usine Goodyear de Colmar-Berg. Elle est la dernière ligne inscrite dans le référentiel officiel du réseau luxembourgeois (en dehors de la ligne touristique du Train 1900) à ne pas être électrifiée.
Le tronçon fermé et déclassé de la ligne de chemin de fer est aujourd'hui devenu une piste cyclable, la piste cyclable de l'Attert (PC 12).

### Infrastructures

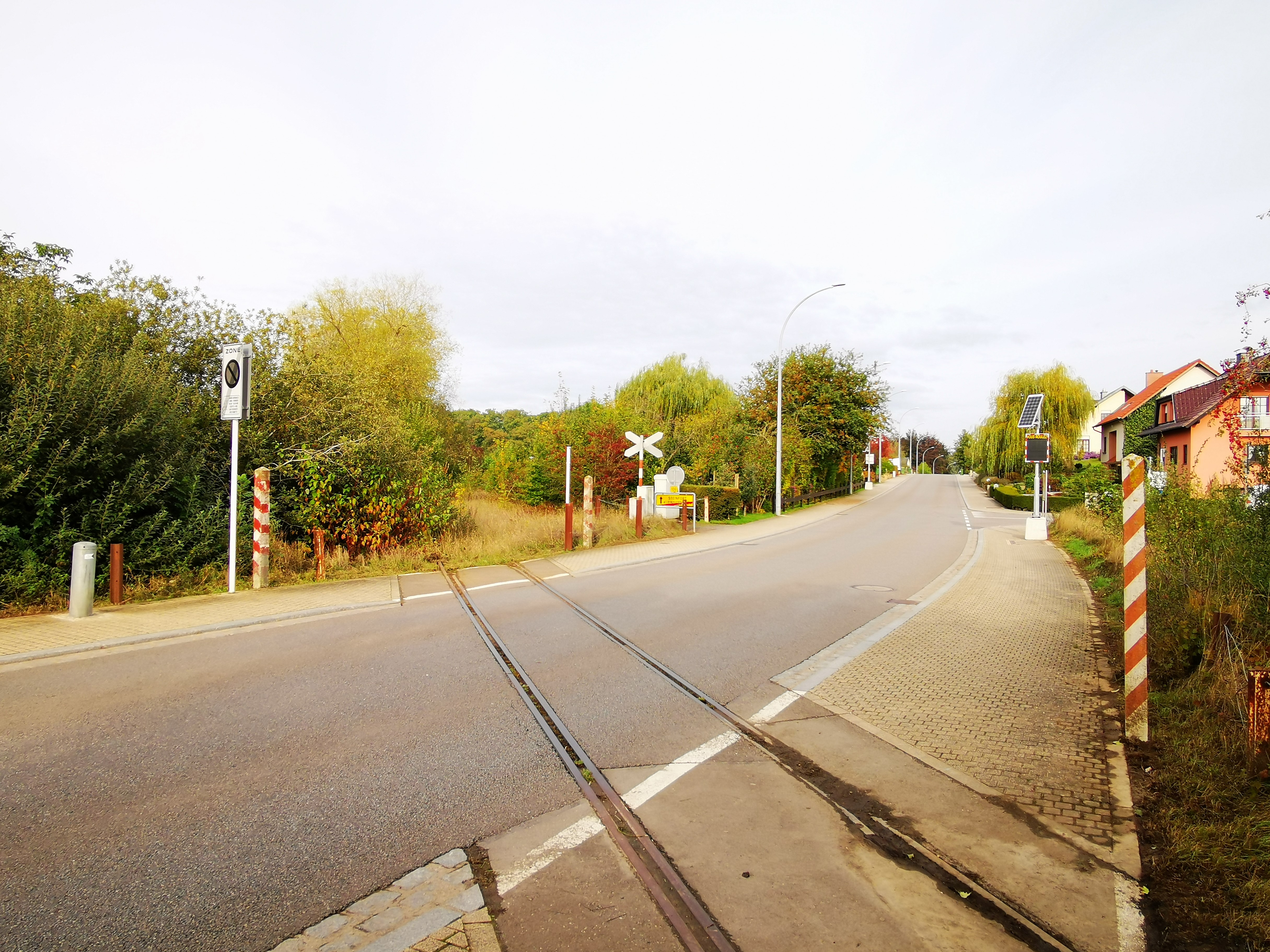
Sur l'ancienne ligne 2a, la végétation reprend ses droits (en 2020).

#### Signalisation
La ligne 2b est équipée de la signalisation ferroviaire luxembourgeoise et du Système européen de contrôle des trains de niveau 1 (ETCS L1), ce dernier cohabite jusqu'au 31 décembre 2019 avec le Memor II+.

#### Gares
Concernant la ligne 2b, deux gares disposent des installations de « terminal fret » et de « gare de formation » : Ettelbruck et Colmar-Usines.
Concernant le reste de la ligne, aujourd'hui fermée, des gares avec leurs terrains ainsi que des bâtiments voyageurs sont aujourd'hui la propriété de communes ou d'associations.
L'une de ces gares restaurées se trouve dans le village de Clemency. Celle-ci a servi comme logement privé après la désaffectation de la ligne, puis a été complètement délaissée. Elle a finalement été restaurée par l'administration communale. Entourée d'une aire de jeux pour enfants, elle est maintenant dotée d'une brasserie et de salles de réunion pour les sociétés de la commune.

#### Vitesses limites
La vitesse limite est de 40 km/h sur l'ensemble de la ligne 2b.

## Trafic
La ligne est de nos jours empruntée par les trains desservant l'usine ArcelorMittal de Bissen.